# بحيرة منصر فيرامغام

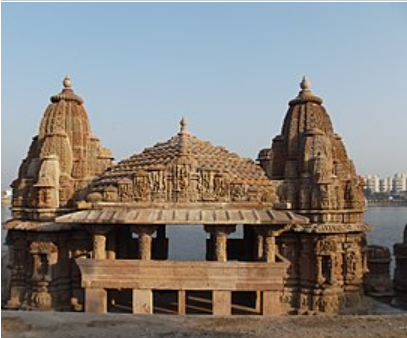
بحيرة منصر فيرمغام

بحيرة منصر (મુનસર તળાવ) هي جسم مائي شيدته مينالديفي ، والدة جاياسيمها سيدهاراجا ، من سلالة تشولوكيا . سميت باسم مانصافور ولكن بسبب الطيش فهي معروفة على نطاق واسع باسم منصر. تقع هذه البحيرة في فيرامغام ، بالقرب من أحمد آباد .

## التاريخ
تم بناء هذه البحيرة خلال 1090 و 220 ياردة على شكل دائري. انها على شكل محارة والمعابد. تتجمع المياه من الغرب ، وتنتقل إلى بئر طمي مبني بالحجارة ، بئر طمي ، في كوة في كل جانب ، شكل منقوش بالحفر الغامق. من بئر الطمي ، عبر قناة مبطنة بالحجارة ونفق بثلاث أسطوانات ، يمر الماء إلى البحيرة.
يوجد معبد منصاري (المعروف أيضًا باسم منصر) ماتا بناه مارثا. هذه البحيرة محاطة بحجارة منحوتة ضخمة وأكثر من 300 معبد صغير وكبير (ضريح). يوجد في كل ضريح على جانب واحد من البحيرة قاعدة ، ربما لصورة كريشنا ، وعلى الجانب الآخر حوض دائري ، جلادهار ، ربما يكون مقدسًا لشيفا. على جانبي أحد الطرق التي تصل إلى حافة المياه ، يوجد معبد أكبر به رواق مزدوج وبرج مستدقة وعبر البحيرة عبارة عن أعمدة مسقوفة.

### إعادة تطوير بواسطة هيئة المسح الأثري للهند (ASI)
خلال عام 2015 ، اقترح وزير ولاية غوجارات بوبندراسينه تشوداساما تطوير مالافا تالافا ( دولكا ) و موسر تالافا ( فيرامغام) كموقع أثري مع فريق المسح الأثري للهند . عام 2016 ، منح فريق ASL ل60 مليون لتجديد وإعادة تطوير البحيرة.